# Krefelder Krähe
Die Krefelder Krähe ist ein von der Kabarettgruppe Die Krähen Krefeld gestifteter Kabarettpreis, der jährlich wechselnd an einen prominenten Kabarettisten bzw. einen Nachwuchskabarettisten verliehen wird. Der Preis wurde erstmals 2005 verliehen anlässlich des 20-jährigen Bestehens der Krähen.
Die erste Krähe wurde am 11. März 2005 Konrad Beikircher zuerkannt. Er konnte auch als Schirmherr für diesen neuen Kabarettpreis gewonnen werden.
Gruppen und Einzelkünstler mit Programmen aus den Sparten politisches und/oder gesellschaftskritisches Kabarett, in dem auch literarisch-musikalische Elemente enthalten sein können, haben Gelegenheit, sich für die öffentlichen Vorausscheidungen und damit für einen der ersten drei Plätze zu qualifizieren. Bei den Beiträgen muss es sich um selbst geschriebenes Kabarett mit dem Schwerpunkt Wortkabarett handeln.
Der Kabarettpreis Krefelder Krähe wendet sich an Bewerber, die noch nicht länger als fünf Jahre professionell auf kabarettistischem Gebiet tätig sind und dabei eigene Texte verwenden.
Der Gesamtpreis ist mit 6.000 € dotiert. Die Jury und das Publikum ermitteln in der Endrunde drei Preisträger (3.000 €, 2.000 € und 1.000 €).
Neben dem Geldpreis erhält der 1. Preisträger die Skulptur Krefelder Krähe, die vom Krefelder Künstler Klaus Peter Noever entworfen wurde.

## Bisherige Träger der „Krefelder Krähe“
- 2005 (Ehrenpreis): Konrad Beikircher
- 2006 (Wettbewerbspreis): Zu zweit (Tina Häussermann und Fabian Schläper) (1. Platz), Frank Fischer (2. Platz), Benjamin Eisenberg (3. Platz)
- 2007 (Ehrenpreis): Dieter Hildebrandt
- 2008 (Wettbewerbspreis): Matthias Reuter (1. Platz), Ludger K. (2. Platz), Erik Lehmann (3. Platz)
- 2009 (Wettbewerbspreis): Nepo Fitz (1. Platz), Das Bundeskabarett (2. Platz), André Bautzmann (3. Platz)[1]
- 2010 (Ehrenpreis): Dieter Hallervorden[2][3]
- 2011 (Wettbewerbspreis): Timo Wopp (1. Platz), Andy Sauerwein (2. Platz), Thomas Lötscher (3. Platz)[4]
- 2012 (Ehrenpreis): Dieter Nuhr[5]
- 2013 (Wettbewerbspreis): Martin Zingsheim (1. Platz), Simon & Jan (2. Platz), Aydin Isik (3. Platz)[6]
- 2014 (Ehrenpreis): Hans Liberg[7]
- 2015 (Wettbewerbspreis): Das Lumpenpack (1. Platz), Lorman (2. Platz), De Frau Kühne (3. Platz)[8]
- 2016 (Ehrenpreis): Kommödchen
- 2017 (Wettbewerbspreis): Lars Redlich (1. Platz), Roman Weltzien (2. Platz), Markus Kapp (3. Platz)
- 2018 (Ehrenpreis): Eckart von Hirschhausen
- 2019 (Wettbewerbspreis): Peter Fischer (1. Platz),  Blömer/Tillack (2. Platz), Nikita Miller (3. Platz)
- 2020 (Ehrenpreis): Mathias Richling
- 2024 (Wettbewerbspreis): Joe Heinrich (1. Platz), Frau Rotkohl (2. Platz), Niko Nagl (3. Platz)[9]
- 2025 (Ehrenpreis): Christian Ehring[10]